# Procalcitonine
La procalcitonine (PCT) est une pro-hormone dont le taux sanguin s'élève et peut être mesuré en routine de façon précoce et spécifique lors d'une infection bactérienne mais aussi dans le cas d'infection fongiques ou parasitaires. Cela reste malgré tout un marqueur assez spécifique pour être utilisé en pratique clinique.

## Description
La procalcitonine est un polypeptide composé de 116 acides aminés (12,6 kDa). Il correspond à la pro-hormone de la calcitonine (CT). La PCT est stockée, après sa synthèse, dans des granules de sécrétion dans tous les types cellulaires de l’organisme. Seules les cellules C de la thyroïde peuvent cliver ce précurseur en CT correspondant aux acides aminés 60 à 91 du précurseur (+ 2 peptides inactifs : l’aminoPCT correspondant aux acides aminés 1-56 et la katacalcine correspondant aux acides aminés 96 à 116). Ce clivage enzymatique et la sécrétion contrôlée qui le suit a lieu uniquement après un stimulus hormonal spécifique. 
Remarque : de la PCT est aussi sécrétée en condition normale par les cellules neuroendocriniennes du poumon à des concentrations très faibles (ce qui explique la concentration sanguine retrouvée chez un individu sain pouvant aller jusqu’à 0,05 μg·l-1). 
En réponse à un stimulus pro-inflammatoire (faisant notamment appel à IL1β et TNFα), notamment mais pas uniquement d'origine bactérienne, les granules de PCT peuvent être relargués par tous les types cellulaires.
Les taux sanguins de PCT sont donc d’autant plus élevés que l’infection est étendue, permettant un plus large recrutement cellulaire pour sa sécrétion. Enfin, le fait que la sécrétion fasse appel à un contingent de granules de stockage explique la grande précocité de ce marqueur, permettant de la longueur d’une étape de synthèse préalable à la sécrétion.
La PCT est donc particulièrement intéressante car sa production est spécifique de l'origine bactérienne, parasitaire ou fongique du syndrome inflammatoire (une infection virale, par contre, régule la production de PCT notamment via l’IFNγ) et est très précoce (augmentation mesurable en 3 à 6 heures après le démarrage de l’infection) : elle permet d’améliorer les performances médicales pour le diagnostic précoce de sepsis et la mise en place d’une thérapeutique adaptée. La procalcitonine est un marqueur biologique polyvalent permettant d'aider au diagnostic étiologique d'une infection, aider à déterminer sa gravité, suivre son évolution et la réponse au traitement, adapter la durée d’un traitement antibiotique à chaque patient,,.

## Induction et cinétique d'apparition
Après une injection expérimentale d'endotoxine, la PCT est détectable très rapidement (dès la 3e heure dans le sérum ou plasma) avec un pic entre 6 et 12 heures. La production de PCT sérique suit de très près la production de cytokines pro-inflammatoires (Interleukine 6, TNF alpha). Le TNF semble être en effet un médiateur important dans le déclenchement de la production de PCT alors que l'IFN alpha, anti-viral, aurait un effet inhibiteur.
La demi-vie de la PCT est estimée à 24 h environ. Ainsi, la procalcitonine présente le rare avantage de décroître très rapidement après éradication du foyer infectieux, même si le contexte inflammatoire persiste. Elle décroît alors de 30 à 50 % du taux sérique de la PCT dans les 24 heures. Sa production persiste cependant si l'infection perdure, comme le montrent des injections répétées d'endotoxines.
La PCT sérique a été l'objet de nombreuses études d'évaluation clinique de fièvres d'origine bactérienne dans les domaines de la réanimation,,,,,,,,, de la médecine d'urgence,,,, de la médecine générale,, ou de la pédiatrie (pour identifier les nouveau-nés suspects d'infection materno-fœtale qui n'ont pas besoin d'antibiotiques avec une VPN proche de 100 %, pour aider à la décision de pratiquer une cystographie rétrograde chez les enfants présentant une infection urinaire fébrile).
Les seuils de significativité admis sont :
- 0,10 µg/l (en dessous duquel l'infection bactérienne est au maximum modérée, et au-dessus duquel il existe un doute sur une infection bactérienne évolutive et où un traitement antibiotique peut être discuté),
- 0,50 µg/l (à partir duquel il existe dans la pratique un risque significatif de présenter un sepsis)
- 2,00 µg/l (au-delà duquel l'infection bactérienne peut être considérée sévère)

Dans tous les cas, l'interprétation des valeurs doit se faire en fonction de la présentation clinique du sujet.

## Intérêt
Comparée aux autres marqueurs biologiques, et en complément d’un examen clinique rigoureux, la PCT est le marqueur le plus performant pour établir l’origine bactérienne d’un syndrome inflammatoire (bien qu'elle puisse également être sécrétée au cours d'une infection parasitaire ou fongique). La chute régulière des taux de PCT est le reflet d’un traitement antibiotique efficace. C’est pourquoi le suivi d’une cinétique de PCT peut être utile à la surveillance et au pronostic des infections bactériennes sévères ainsi qu’à l’ajustement de la stratégie anti-infectieuse,. Cela a été démontré dans de nombreuses indications cliniques comme dans la prise en charge des patients souffrant de sepsis ou choc septique,,,, plus particulièrement de pneumonie acquise sous ventilation mécanique (PAVM), d'exacerbation de bronchopneumopathie chronique obstrusive (BPCO),, ou de pneumonie aiguë communautaire (PAC),,,,. La PCT peut également permettre de considérer l’hypothèse infectieuse concomitante chez les patients présentant un autre diagnostic primaire. Ainsi à l’admission aux urgences chez des patients souffrant d’insuffisance cardiaque pouvant présenter une pneumonie bactérienne (alors une PCT élevée permet d’identifier les patients pouvant bénéficier d’un traitement antibiotique). Enfin, des taux faibles de PCT (<0,25 µg/l) chez des patients présentant des signes cliniques d’infection (PAC, infection urinaire) indiquent une faible probabilité de bactériémie, et donc une forte probabilité de négativité de toute hémoculture,,,.

## Un rôle dans la limitation du recours aux antibiotiques
Dans un contexte où le choix empirique des antibiotiques est inapproprié jusque dans 50 % des cas et les durées d’antibiothérapie souvent arbitraires, entrainant non seulement des effets indésirables mais favorisant également à terme l'émergence de bactéries multi résistantes (BMR), responsables d’une mortalité élevée, mieux gérer la question de l’initiation, la réévaluation de l’efficacité et la durée du traitement est devenu une priorité. Parmi plus de 2 500 publications sur ce marqueur, une dizaine d’études interventionnelles ont permis de mettre en évidence l’impact d’une stratégie guidée par les taux de PCT pour aider à la limitation du recours et de la durée des traitements antibiotiques, en réanimation,,,, en médecine de ville,, et aux urgences,,,.